# 余冠威
余冠威（英語：Thomas Yu Kwun Wai，1983年—），公民黨創黨執行委員、公民黨九龍東支部主席及創黨黨員，也是香港立法會議員梁家傑之助理。

## 生平
余冠威在2000年畢業於天主教崇德英文書院，後到龍翔官立中學修讀預科。於四年的大專生涯期間，他曾擔任香港樹仁學院（現香港樹仁大學）學生會會長及香港專上學生聯會常委會主席。余冠威亦曾為公民黨青年公民主席，於2008年接替梁家傑出任公民黨九龍東支部主席。
余冠威在九龍東內參與2007年香港區議會選舉、觀塘區議會中坪石選區，最終，陳百里以2647票大多數擊敗得1386票的余冠威以及另外兩名得票極少的候選人。
繼區議會選舉後，余冠威在2008年香港立法會選舉公民黨九龍東名單中排名第二，排名第一的梁家傑成功連任，而排名第二的余冠威則未可取得議席。

## 外部連結
- 余冠威個人網誌 （页面存档备份，存于）
- 被指單張撤李柱銘照 公民黨余冠威駁斥陳鑑林《Yahoo 新聞》[永久]

| 政黨職務      | 政黨職務                            | 政黨職務      |
| ------------- | ----------------------------------- | ------------- |
| 新頭銜        | 公民黨青年公民主席 2006年－2008年   | 繼任： 陳淑莊 |
| 前任： 梁家傑 | 公民黨九龍東支部主席 2008年－2011年 | 繼任： 黃順賢 |